# Gilbert Glaus
Gilbert Glaus (Thoune, 2 de diciembre de 1955) fue un ciclista suizo, que fue profesional entre 1982 y 1988.
En 1978 fue campeón del mundo en ruta amateur En 1982 dio el paso hacia el profesionalismo, categoría en la cual consiguió 37 victorias. El primer año como profesional ganó el Campeonato de Suiza de ciclismo en ruta, mientras que en el Tour de Francia ganaba una etapa. 

## Palmarés
| 1977(amateur) - Giro del Mendrisiotto - Gran Premio Guillermo Tell 1978(amateur) - Campeón del mundo en ruta amateur - 3º del Campeonato del mundo amateur de 100 km CRE 1980 - 1.º en el Giro del Mendrisiotto 1981(amateur) - 1 etapa del Tour del Porvenir - Campeón de Suiza de CRE - Giro del Mendrisiotto 1982 - Campeonato de Suiza en Ruta - Montauroux - Morges - Ginebra - 1 etapa de la Estrella de Bessèges y la Clasificación por puntos - 3 etapas del Tour del Mediterráneo - 1 etapa del Tour de Romandía - 1 etapa de la Dauphiné Libéré - 1 etapa del Tour de l'Oise 1983 - Gran Premio de Cannes - Hegiberg-Rundfahrt - Tour de Tannenburg - 1 etapa de la Estrella de Bessèges - 1 etapa del Tour del Mediterráneo - 1 etapa de la Dauphiné Libéré - 1 etapa del Tour de Francia - 1 etapa de la Volta a Cataluña | 1984 - Gran Premio de Meyrin - Gran Premio de Embrach 1985 - Gran Premio de Meyrin - Aarwengen 1986 - Burdeos-París - Gran Premio de Cannes - 1 etapa de la Estrella de Bessèges - 1 etapa del Midi Libre 1987 - Gran Premi de Meyrin - Trofeo Laigueglia - Gran Premio de Antibes - 1 etapa de la Estrella de Bessèges 1988 - Gran Premio de Meyrin - Biel-Magglingen 1989 - Tour de Stausee 1989 - Tour de Leimental 1992 - Tour de Stausee - Gran Premio dels Marronniers |

### Resultados en el Tour de Francia
- 1982. 105.º de la clasificación general.
- 1983. 85.º de la clasificación general. Vencedor de una etapa.
- 1984. 124.º de la clasificación general.
- 1986. Abandona (15º etapa).
- 1987. Abandona (6º etapa).

### Resultados en el Giro de Italia
- 1984. Abandona (14º etapa).
- 1985. Abandona (19º etapa).